# Resolutie 440 Veiligheidsraad Verenigde Naties
Resolutie 440 van de Veiligheidsraad van de Verenigde Naties werd bij de 2100ste vergadering van de VN-Veiligheidsraad op 27 november 1978 bij consensus aangenomen.

## Achtergrond
Na geweld tussen de Griekse- en de Turkse bevolkingsgroep op Cyprus in 1964 stationeerden de VN de UNFICYP-vredesmacht op het eiland. Midden jaren 1970 scheurde Turkije het noordelijke deel van het eiland af en stichtte er een nieuwe staat, de Turkse Republiek Noord-Cyprus.

## Inhoud
De Veiligheidsraad:
- Heeft de situatie in Cyprus overwogen na een brief van de Cypriotische vertegenwoordiger.
- Is erg bezorgd door het gebrek aan vooruitgang.
- Neemt nota van de resoluties van de Algemene Vergadering over Cyprus.
- Weet dat het probleem snel moet worden opgelost.

1. Herbevestigt de resoluties 365, 367 en volgende, waaronder 410.
2. Roept de betrokkenen op deze resoluties na te leven en samen te werken aan hun uitvoering.
3. Dringt er bij de vertegenwoordigers van de twee gemeenschappen op aan om snel de onderhandelingen te hervatten.
4. Vraagt de secretaris-generaal tegen 30 mei 1979 te rapporteren.
5. Besluit om tot juni 1979 op de hoogte te blijven en dan de situatie te bezien.

## Verwante resoluties
- Resolutie 422 Veiligheidsraad Verenigde Naties
- Resolutie 430 Veiligheidsraad Verenigde Naties
- Resolutie 443 Veiligheidsraad Verenigde Naties
- Resolutie 451 Veiligheidsraad Verenigde Naties

Lijst ·  423 ·  424 ·  425 ·  426 ·  427 ·  428 ·  429 ·  430 ·  431 ·  432 ·  433 ·  434 ·  435 ·  436 ·  437 ·  438 ·  439 ·  440 ·  441 ·  442 ·  443